# Negār
Negār (persiska: نگار, نگار قنات باغ) är en ort i Iran.   Den ligger i provinsen Kerman, i den sydöstra delen av landet, 800 km sydost om huvudstaden Teheran. Negār ligger 2 090 meter över havet och antalet invånare är 9 291.
Terrängen runt Negār är en högslätt. Runt Negār är det glesbefolkat, med 12 invånare per kvadratkilometer. Negār är det största samhället i trakten. Omgivningarna runt Negār är i huvudsak ett öppet busklandskap.